# Alfonso Balzico

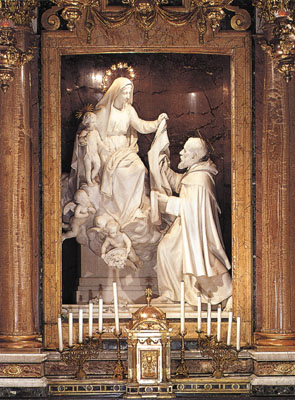
Jungfru Maria överräcker skapularet till Simon Stock, skulptur av Alfonso Balzico

Alfonso Balzico, född 18 oktober 1825, död 3 februari 1901, var en italiensk skulptör.
Alfonso Balzico var lärjunge vid akademin i Neapel, och var en av sin tids mest talangfulla och mest produktiva italienska skulptörer. Hans huvudverk är ryttarstoden av hertig Fernandos av Genua i Turin (1867).